# Pinakion

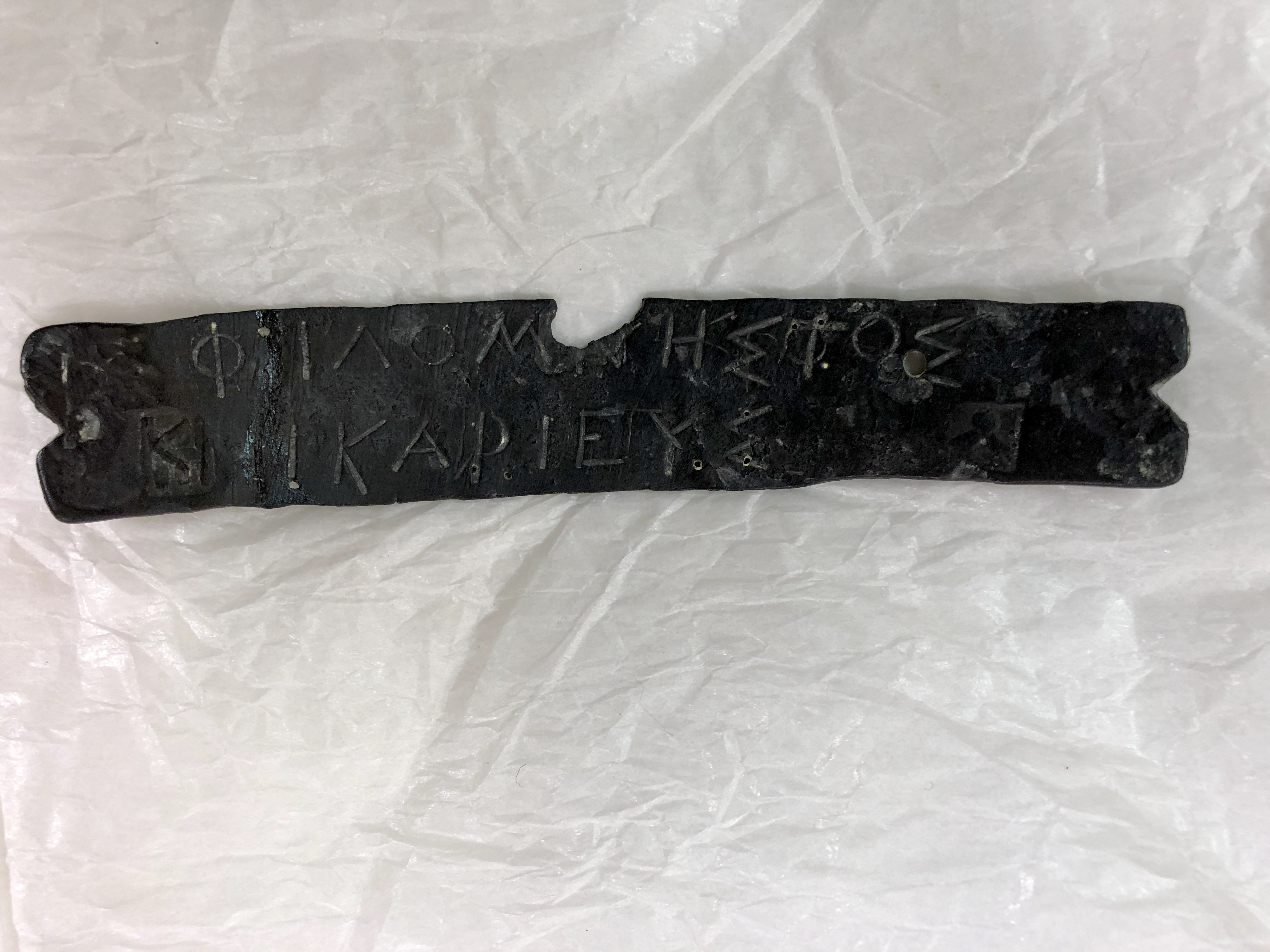
Pinakion in bronzo, Museo dell'Agorà antica di Atene.

In greco antico un pinakion (pl. pinakia) era una tavoletta su cui sono incisi il nome del giurato, quello del padre (non sempre presente) e quello del demo di appartenenza, oltre ad una delle prime dieci lettere dell’alfabeto. Oltre ad essere usati nei tribunali, i pinakia erano impiegati anche per il sorteggio di magistrati e funzionari pubblici. 
Aristotele, nell’Athenaion Politeia (63.4), afferma che i pinakia erano di legno di bosso; tale descrizione, però, contrasta con il dato archeologico perché gli esemplari giunti a noi — risalenti alla prima metà del IV secolo a.C. — sono circa duecento e tutti in bronzo. Secondo J. H. Kroll, ciò si spiega con il fatto che intorno al 350 a.C. il bosso sostituì il bronzo per le tessere usate per i  giurati, mentre quest’ultimo si conservò per quelle dei funzionari.
Le tessere misurano mediamente 11x2x0,2 cm e possono avere impresso uno o più dei seguenti bolli: la civetta con la legenda ΑΘΗ, tipo del rovescio del triobolo, la doppia civetta con una sola testa e il gorgoneion. Sempre secondo Kroll, le tessere recanti il triobolo furono introdotte dal 378/7 a.C. e probabilmente tale bollo indicava la paga (μισθός) di tre oboli che ogni giudice riceveva dopo aver servito una giornata nei tribunali (Ath. Pol., 68.2); i pinakia usati per l’assegnazione dei funzionari e delle magistrature recavano il gorgoneion.
I pinakia sopravvissuti molto spesso presentano varie riutilizzazioni, a testimonianza del fatto che c’era competizione per i posti da giurato.